# Georgina Roty
Georgina Roty, née à Tourcoing le 31 mai 1908 et morte pour la France dans la même ville le 27 mai 1940, est une nageuse française de l'entre-deux-guerres. Elle a notamment participé aux Jeux olympiques d'été de 1928.

## Biographie
Georgina Pauline Marie Josèphe Roty est née à Tourcoing le 31 mai 1908. Ses parents, Joseph et Marie Devynck, d'origine belge et mariés à Marquain en 1902, sont naturalisés français, ainsi que leurs enfants, par décret le 22 mars 1922.
Georgina Roty épouse le 17 avril 1933 à Tourcoing Marcel Benoît Comblez.
Elle meurt à Tourcoing le 27 mai 1940, quelques jours avant son 32e anniversaire, alors que la région est bombardée. Elle est enterrée au cimetière principal de Tourcoing, avec la mention « Mort pour la France », au titre de victime civile.

## Carrière sportive
Elle appartient au club de natation de Tourcoing Enfants de Neptune.
En août 1926, elle est vice-championne de France du 400 mètres nage libre, derrière Marguerite Ledoux, et championne de France au sein du relais féminin 5 × 50 m nage libre. Elle participe dans la foulée à la traversée de Paris à la nage (championnat de grand fond), terminant deuxième, de nouveau derrière sa coéquipière de club Marguerite Ledoux.
Georgina Roty participe aux épreuves de natation des Jeux olympiques d'été de 1928. Elle termine quinzième du 400 mètres nage libre en 6 min 36 s 80. Le relais 4 × 100 nage libre français termine lui cinquième en 5 min 42 s 40.
Sa carrière se poursuit à un niveau local jusqu'en août 1939, quelques semaines avant le début de la guerre.

## Iconographie
- Photographie de Georgina Roty, parue dans Le Dimanche du Journal de Roubaix, 3 septembre 1933, p. 2[8]